# Милорад Аврамовић
Милорад Миша Аврамовић (Пожега, 1889 – Пожега, 1954) био је бивши учитељ у ивањичким Приликама, косјерићком Маковишту, пожешким селима Јежевици и Бакионици. Резервни официр поручник српске војске учесник Великог рата и носилац Албанске споменице.

## Живот и каријера
Родио се у Пожеги, у којој је провео детињство и завршио основно школовања. За учитеља се школовао у славонском манастиру Пакра. 
На прву службу учитења ступио је 1910. године у Приликама. Његов рад  према оцени школског ревизор његов једногодишњи рад оцењен је одличном оценом. Како су с почетка 20. века учитељи у Краљевини Србији често премештани на из једне у другу школу по потреби службе, Милорад је премештен у косјерићки крај, на место првог сеоског учитеља у Маковишту, а потом  1913. у пожешку Јежевицу, а почетком 1914. године у Бакионицу, где га је затекао Велики рат.

У српску војску мобилисан је крајем 1914. као резервни официр у чину потпоручника Дринске дивизије, у којој су били и војници из пожешког краја. У чин поручника унапређен је 28. јуна 1915. године. Са српском војском у повлачењу прошао је албанску голготу и са делом преживелих војника доспоо у Грчку. Након формирања Солунског фронта учестовао је у борбама на Добром пољу и Ветернику, и у једној од битака био је  рањен, али се није повукао из борбе. Према писању Милијана Деспотовића, аутора књиге „Крст и перо”, са 35 животописа свештеника и учитеља косјерићког краја у балканским и Првом светском рату...Поручник Аврамовић је у овим борбама показао изузетно јунаштво и командну зрелост. Био је сведок повлачења немачких и аустријских трупа долином Вардара, које су наши борци испраћали победнички и том приликом изјавио: 
Швабо, швабо, на тврд си се орах наканио!
По завршетку Великог рата 1919. гоодине Милорад Аврамовић се оженио Христином Манојловић из Тополе, и са њом изродио децу Милана (учитељ), Срђана (учитељ) и Дамјана (који је завршио Пољопривредну школу). 
Након што је по тадаљњим прописима у Краљевини СХС Аврамовић 1920. положио стручни испит у Крагујевцу вратио се на некадашњи посао у школу у Бакионици код Пожеге. У оовој школи је 1924. оснива Занатско-трговачку школу у коју је те године уписало 50 ђака. Од 1926. у школи у Бакионици Милорад Аврамовић предаје српски језик, геометрију и земљопис.
Напредовао је и као старешина Југословенске војске: па је тако 1925. унапређен у чин капетана прве класе, потом 14 година касније у чин  мајор, да би последњег дана 1940. стекао чин потпуковника.
Животни пут Милорада Миша Аврамовића завршио се тамо где је и почео – умро је у родној Пожеги 1954. године.